# Andreas Müller
Aquest article parla sobre el ciclista. Pel compositor renaixentista, vegeu Andrea Müller (compositor)
Andreas Müller (Berlín, 25 de novembre de 1979) és un ciclista professional austríac, que combina la carretera amb el ciclisme en pista.
Alemany de naixement, es va naturalitzar austríac al desembre del 2007.

## Palmarès en pista
- 2000
  -  Campió d'Alemanya en Persecució per equips (amb Robert Bartko, Guido Fulst i Andre Kalfack)
- 2001
  -  Campió d'Alemanya en Puntuació
- 2002
  -  Campió d'Alemanya en Puntuació
- 2003
  -  Campió d'Alemanya en Madison (amb Guido Fulst)
- 2005
  -  Campió d'Alemanya en Puntuació
- 2008
  -  Campió d'Àustria en Scratch
  -  Campió d'Àustria en Puntuació
- 2013
  -  Campió d'Àustria en Puntuació
- 2014
  -  Campió d'Europa en Madison, (amb Andreas Graf)
  - 1r als Sis dies de Berlín (amb Kenny De Ketele)
  -  Campió d'Àustria en Puntuació
  -  Campió d'Àustria en Quilòmetre
- 2015
  -  Campió d'Àustria en Madison (amb Andreas Graf)
- 2016
  -  Campió d'Àustria en Madison (amb Andreas Graf)
- 2017
  -  Campió d'Àustria en Madison (amb Andreas Graf)

### Resultats a laCopa del Món
- 2001
  - 1r a Szczecin, en Persecució per equips
- 2003
  - 1r a Moscou i Sydney, en Madison
- 2013-2014
  - 1r a la Classificació general i a la prova de Manchester, en Scratch

## Palmarès en ruta
- 2001
  - Vencedor d'una etapa al Tour de Berlín
- 2006
  - 1r al Gran Premi de Buchholz
- 2007
  - Vencedor d'una etapa a l'International Cycling Classic
- 2009
  - Vencedor d'una etapa a l'International Cycling Classic
- 2015
  - Vencedor d'una etapa a l'An Post Rás